# Alfred Cortot
Alfred Denis Cortot (Nyon, 26 settembre 1877 – Losanna, 15 giugno 1962) è stato un pianista e direttore d'orchestra francese.

## Biografia
I genitori di Alfred Cortot, nato a Nyon, cittadina della Svizzera francese, erano di nazionalità francese.
Condotto a Parigi da bambino, ricevette le prime lezioni di pianoforte dalle sorelle maggiori, venendo in seguito ammesso al Conservatorio di Parigi, dove fu allievo di Émile Decombes (uno degli ultimi studenti di Fryderyk Chopin) e di Louis Diémer, nella classe del quale ottenne nel 1896 il premier prix. Divenne subito noto presso i Concerti Colonne-Lamoureux come notevole interprete dei concerti pianisitici di Beethoven, inziando tours trionfali per l'Europa. Divenuto assistente alla direzione del Festival di Bayreuth, entrò in contatto particolarmente con Felix Mottl e Hans Richter. Rientrato a Parigi, fondò nel 1902 "La Société de Festival Lyrique" debuttando ventiquattrenne alla direzione d'orchestra della prima parigina del Götterdämmerung di Wagner, a cui seguirono produzioni del Tristano e Isotta rimaste indimenticabili per gli artisti che vi presero parte.
Diede anche un pregevole contributo alla musica francese, dirigendo opere di giovani connazionali, venendo ben presto considerato, in quanto pianista, insegnante e direttore, uno degli "esponenti musicali" francesi.
Nel 1905, col violinista Jacques Thibaud e il violoncellista Pablo Casals, fondò un trio cameristico che divenne in breve tempo uno dei più importanti d'Europa. Le loro numerose incisioni sono considerate "fra le più perfette del genere". Nel 1917 succedette alla cattedra di Raoul Pugno come docente di pianoforte del più alto livello presso il Conservatorio di Parigi, dove insegnò con il massimo successo, ritirandosi però nel 1920 a causa dei numerosi impegni concertistici negli Stati Uniti e in Inghilterra, venendo sostituito da Lazare Lévy.
Nel 1919 fondò l'École Normale de Musique de Paris, dove i suoi corsi d'interpretazione pianistica divennero "leggendari".

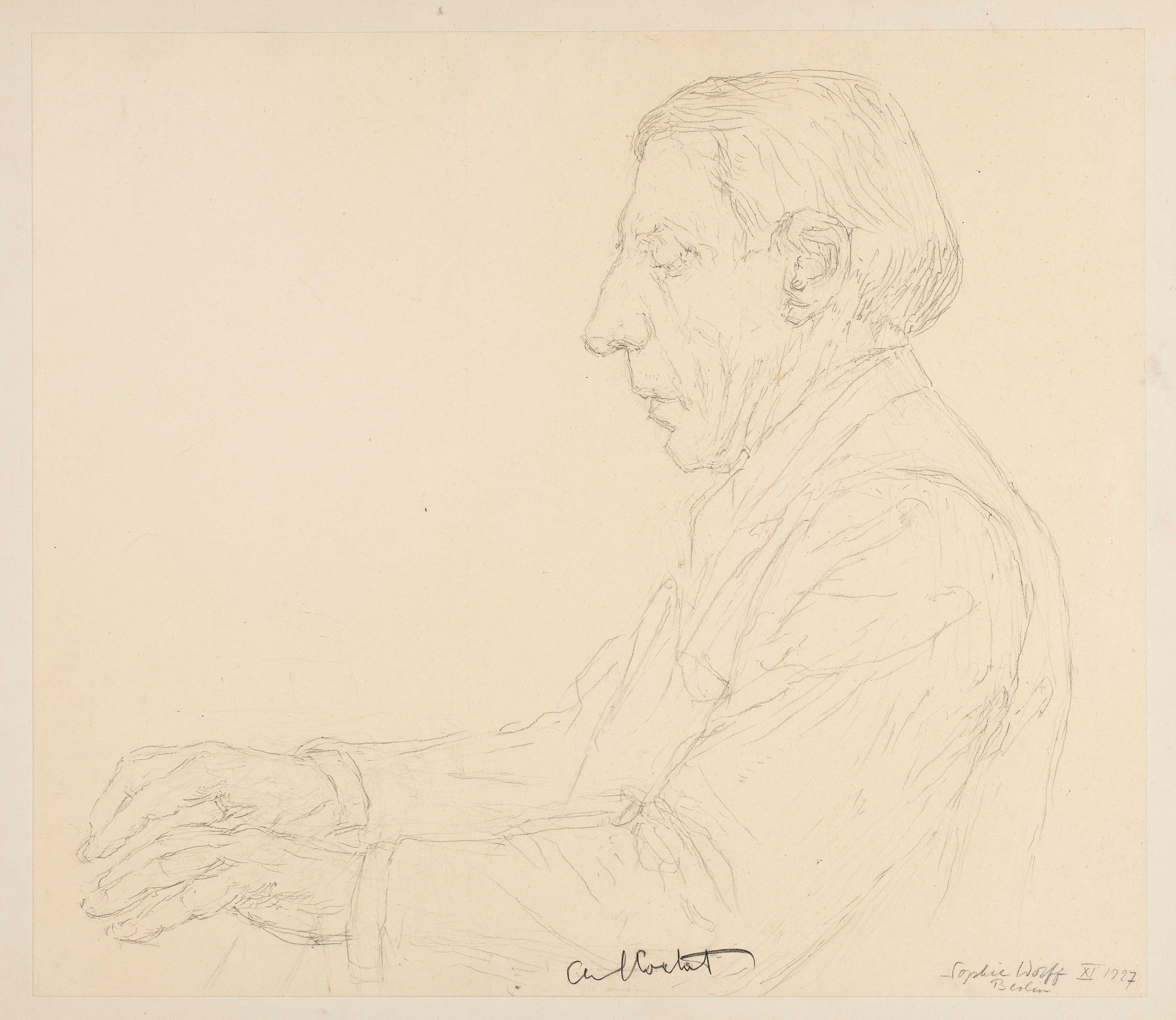
Sophie Wolff, ritratto di Alfred Cortot (1927).

### Stile pianistico
Cortot eccelle nell'interpretazione di composizioni del periodo romantico e moderno, in particolare di Chopin e Robert Schumann. Dotato di soprendente talento pianistico, "sia che diriga o sieda al pianoforte, adopera i suoi talenti allo stesso livello. Mentre controlla forza e impetuosità, possiede non meno delicatezza, precisione e soprattutto una penetrante sensibilità che affascina e calamita gli ascoltatori".
Impostosi come pianista soprattutto dopo il 1918, per molto tempo fu considerato il maggior interprete vivente di Chopin. Suo intento era infatti quello di liberare il compositore polacco da tradizioni "soffocanti" e "limitative" per meglio legarlo alla cultura francese contemporanea. Sotto la medesima prospettiva analizzò Franz Liszt e Schumann. Spirito incline al romanticismo, le sue interpretazioni "genialmente espressive e poetiche" lo hanno fatto acclamare ovunque. Interprete esemplare di Camille Saint-Saëns come di Gabriel Fauré, Maurice Ravel e in misura minore di Claude Debussy, mirò a illuminare anche nei romantici il particolare più significativo perché più ricco di sviluppi.

### Esegeta e saggista
Cortot curò brillanti edizioni degli Studi, dei Preludi e delle Ballate di Chopin in 4 volumi, con pregevoli annotazioni e scrisse diversi libri d'esegesi musicale, con particolare riferimento alla scienza pianistica, il più importante dei quali è La Musique française de piano (in 2 volumi, 1930 e 1932), tradotto in inglese nel 1932 da Hilda Andrews. Il primo volume è dedicato all'opera pianistica di Debussy, Franck, Fauré, Emmanuel Chabrier e Paul Dukas; il secondo a quella di Saint-Saëns, Vincent d'Indy, Ravel, Florent Schmitt e Déodat de Séverac. Costituiscono contributi eminenti alla letteratura dell'esecuzione pianistica. Altro importante lavoro di Cortot è il Cours d'interprétation, curato da Jeanne Thieffry, in 2 volumi. Autore anche del volume Principes rationnels de la technique pianistique (1928), tradotto in italiano nel 1948 (I principi razionali della tecnica pianistica), nel 1936 pubblicò la prima parte del catalogo della sua biblioteca, con il titolo: Bibliothèque Alfred Cortot: Theorie de la musique. Catalogue illustré de traités et autres ouvrages théoriques des XV, XVI, XVII et XVIII siècles. Fu infatti per tutta la vita un "avido e "sistematico" collezionista.